# Biblische Sandalen

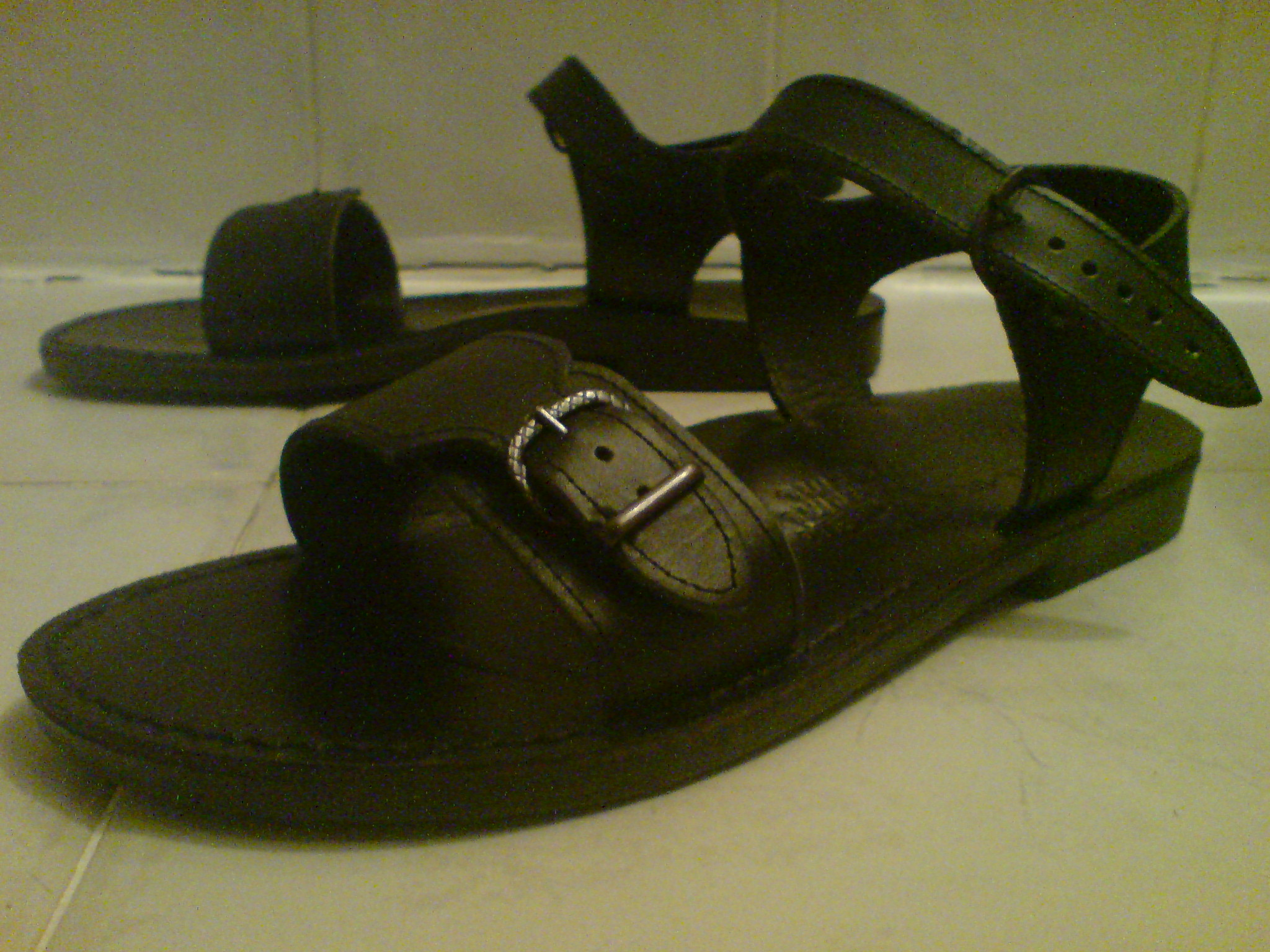
Biblische Sandalen

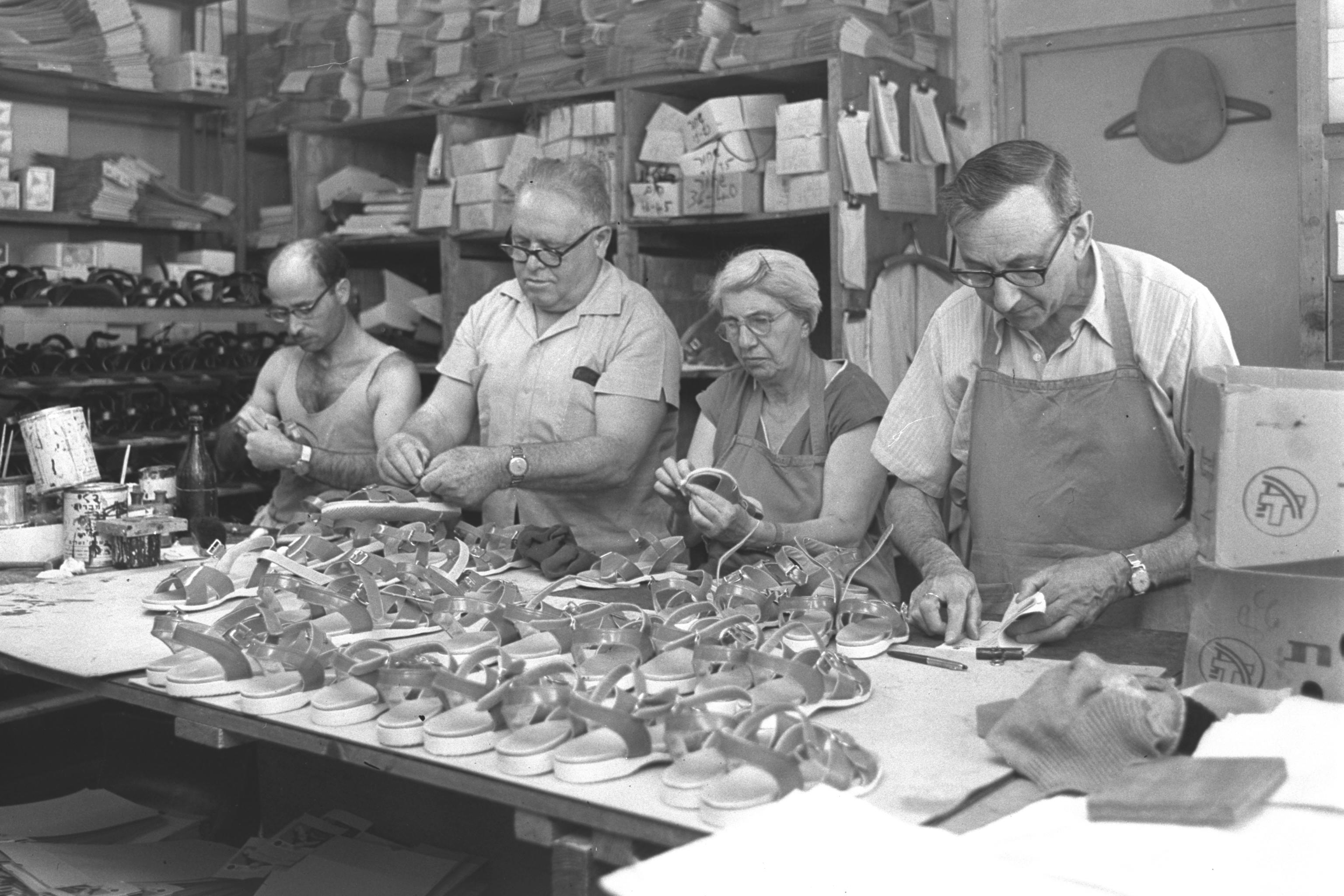
Sandalenherstellung im Kibbutz Neot Mordechai (1964)

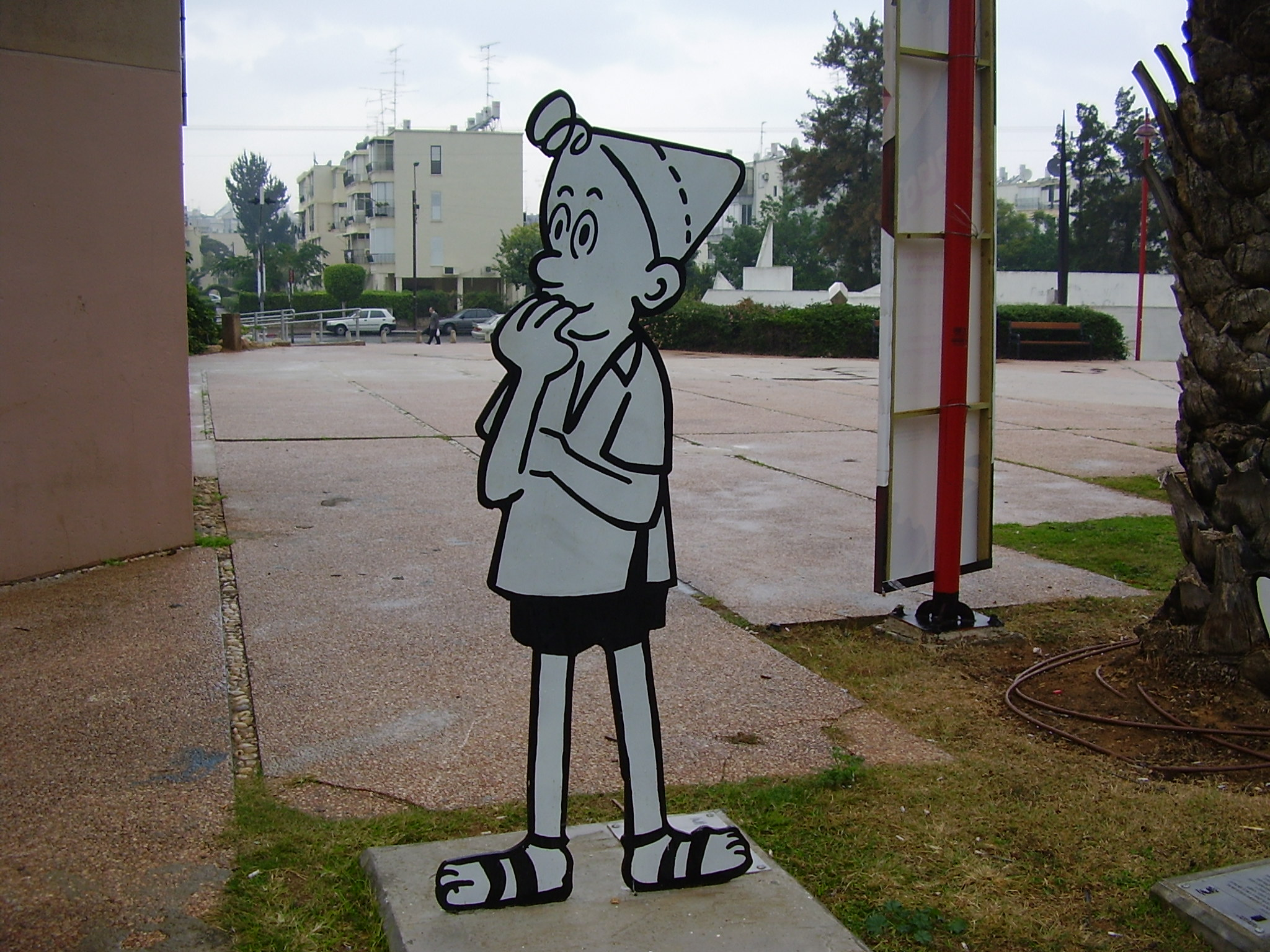
Die Comicfigur Srulik ist mit Tembel-Hut und Sandalen als typischer Israeli zu erkennen (Skulpturengarten, Museum of Caricature and Comics, Holon)

Biblische Sandalen sind ein Sandalentyp, der sich durch einen flachen Absatz und einen breiten Querriemen oberhalb der Zehen auszeichnet. Antikes Schuhwerk war nicht das Vorbild für diese Sandalen, insofern handelt es sich um eine erfundene Tradition. Die Entstehung der Sandalen ist eng verbunden mit der Zweiten Alija, eine Einwanderungsbewegung osteuropäischer Juden nach Palästina, damals britisches Mandatsgebiet. Sie entwickelten sich zum typisch israelischen Produkt.

## Anfänge in der Kibbuzbewegung
Die Form der Biblischen Sandalen entstand zufällig, als zwei Mitglieder des Kibbutz Beit HaShita, die sich mit der Schuhreparatur befassten, auch einmal neue Schuhe herstellten.
Dieses Schuhwerk passte in den 1930er Jahren gleich mehrfach zu den Idealen der Kibbuzbewegung: es stand für das karge Leben auf dem Land, es war für jedermann erschwinglich, daher demokratisch, es war gender-neutral und haltbar. Es eignete sich für die Arbeit in der Landwirtschaft, aber auch für die Exkursionen, die von der Jediat ha-Aretz-Bewegung als ein Mittel propagiert wurden, um als Einwanderer in Eretz Israel heimisch zu werden. Das Ablegen der europäischen Schuhe und das Anziehen dieser Sandalen konnte als Ablegen der Diaspora-Existenz imaginiert werden. Der Name für dieses Schuhwerk war „Chugisten-Sandalen“; als Chugisten wurden ältere Mitglieder einer sozialistischen Jugendbewegung bezeichnet (zu hebräisch חוג chug „Kreis, Zirkel, Gruppe“), die einen einheitlichen Kleidungsstil hatten.

## Verbindung zu Bibel und antikem Judentum
Seit dem Ende der 1930er Jahre und dann verstärkt in den 1950er und 1960er Jahren verlor dieser Sandalentyp die starke Verbindung zur Kibbuzbewegung und wurde als historisches jüdisches Schuhwerk interpretiert. Nun erhielt er den Namen „Tanach-Sandalen“ (hebräisch סנדלים תנ"כיים sandalim tanachim). Den Sandalentyp mit breitem Querriemen über dem Vorderfuß mit den Akteuren der Hebräischen Bibel (Tanach) in Zusammenhang zu bringen, ist unzutreffend: Parallelen aus Ägypten und Mesopotamien machen für die Eisenzeit in Palästina eher die Zehensandale wahrscheinlich.
Bei der archäologischen Erforschung der Höhlen in der Judäischen Wüste unter Leitung von Yigael Yadin wurden unter anderem Besitztümer der Babatha entdeckt, einer jüdischen Frau, die zur Zeit des Bar-Kochba-Aufstandes im 2. Jahrhundert n. Chr. lebte. Die Schuhfirma Nimrod (Tel Aviv) produzierte 1965 eine der antiken Babatha-Sandale nachempfundene Sandale und warb mit der Ähnlichkeit des antiken Schuhs und der Sandalen, „die der modebewusste junge israelische Sabra trägt“. Die Firma Nimrod variierte verschiedene Sandalentypen: die Chugisten-Sandale, antike Zehensandalen und andere Sandalentraditionen, z. B. aus Mexiko.

## Neuere Entwicklung
In den 1980er Jahren begann die deutsche Firma Birkenstock, Schuhe nach Israel zu exportieren. Ihr Erfolg motivierte die israelische Schuhfirma Teva Naot aus dem Kibbutz Neot Mordechai in Obergaliläa, anatomisch geformte Sandalen zu entwickeln; sie erwarb das Birkenstock-Patent. Die Teva-Sandalen, die im Gegensatz zu klassischen biblischen Sandalen eine flexible Sohle haben, wurden in Israel populär und verdrängten die Biblischen Sandalen als Markenzeichen des Sabra. Andererseits werden die anatomischen Sandalen von Teva Naot ebenso wie die Sandalen von Nimrod und die Shoresh-Trekkingsandalen von Source Vagabond Systems (Tirat Carmel südlich von Haifa) auch als Typen der Biblischen Sandalen bezeichnet.